# Леймані
Леймані (ест. Leimani) — село в Естонії, входить до складу волості Міссо, повіту Вирумаа.